# Georg Christoph Dahme
Georg Christoph Dahme (* 8. Oktober 1737 in Jeinsen; † 21. Juni 1803) war ein deutscher lutherischer Theologe und Generalsuperintendent.

## Leben
Dahme besuchte das Lyceum in Hannover und studierte Theologie an der Universität Göttingen. 1767 wurde er Prediger der Hamburger Gemeinde an der Trinity Lane in London. 1776 wurde er erster Pastor in Clausthal und Generalsuperintendent der Generaldiözese Grubenhagen und auf dem Harz, 1792 erster Pastor an der Stadtkirche St. Marien in Celle und Generalsuperintendent der Generaldiözese Lüneburg-Celle.

## Werke
- Predigten, Braunschweig 1775.
- Sechs Predigten, Clausthal 1777.
- Claus Friedrich von Reden, Rede bey dem feyerlichen Anfange des Tiefen Georg-Stollen-Baues am 26. Julius 1777 unweit der Bergstadt Grund am Harze nebst der Predigt, die auf Befehl der Regierung am Tage darauf, d. 9. Sonnt. nach Trin. zu Clausthal deswegen gehalten wurde von Georg Christoph Dahme, Clausthal 1777. (Dahmes Predigt auf S. 13 bis 59; Digitalisat der SLUB Dresden)
- Predigt am Tage nach dem feyerlichen Anfange des tiefen Georg Stollenbaues am Harze, Clausthal 1777.
- Die Kunst sich der Religion zu rechter Zeit zu erinnern vornehmlich als Anweisung und Hülfe zur Rechtschaffenheit. Eine Predigt gehalten zu Clausthal am Sonntage Exaudi, d. 8. May 1785, Clausthal 1785. (Digitalisat der SUB Göttingen)
- Predigt an dem Dankfeste wegen Erhaltung des Königs, Clausthal 1786.
- Sieben kleine exegetische Aufsätze, Göttingen 1788.
- Eine Predigt, gehalten zu Clausthal bey Einführung des neuen Landes-Catechismus, Clausthal 1791.
- Anrede an ein Ehepaar, das seine Jubelhochzeit feyerte, Clausthal 1791.